# 神戸市立長坂小学校
神戸市立長坂小学校（こうべしりつ ながさかしょうがっこう）は、兵庫県神戸市西区伊川谷町長坂字重塚にある公立小学校。

## 沿革
出典
- 1975年4月1日 - 神戸市立多聞台小学校より分離開校。
- 1981年4月8日 - 神戸市立有瀬小学校を分離し、校区変更。
- 1999年9月11日 - 市民図書室開室。
- 2016年3月8日 - 市民図書室閉室。
- 2017年9月 - 冬用体操服（ジャージ）新調、販売開始。

## 校区
出典
神陵台地域居住の児童は越区通学している。
- 垂水区

神陵台2丁目（1番を除く）・神陵台8 - 9丁目
- 西区
  - 伊川谷町長坂
  - 伊川谷町有瀬（第二神明道路以東｛神明第三次ハイツ開発区域及び県営伊川谷第2高層住宅を除く｝）
  - 池上1丁目（1番地1 - 8・30 - 46、12番地）
  - 大津和1 - 3丁目

## 周辺
- 神戸市立長坂中学校（進学先中学校）
- 兵庫県立伊川谷高等学校

## 交通
- 神戸市バス 55・58系統
  - 「伊川谷高校前」より徒歩
  - 「長尾辻」より徒歩

## 校区が隣接している学校
- 神戸市立有瀬小学校
- 神戸市立伊川谷小学校
- 神戸市立太山寺小学校
- 神戸市立小寺小学校
- 神戸市立小束山小学校
- 神戸市立舞多聞小学校
- 神戸市立多聞台小学校
- 神戸市立神陵台小学校
- 明石市立松が丘小学校